# European Telecommunications Network Operators' Association
ETNO, The European Telecommunications Network Operators' Association, bildades i maj 1992 och har blivit den viktigaste gruppen för europeiska operatörer av elektroniska kommunikationsnätverk. ETNO:s huvudsakliga syfte är att verka för dialog mellan medlemsföretagen och beslutsfattare. Medlemsföretag är till exempel TeliaSonera och British Telecom.